# Кобринський Йосафат
Кобринський Йосафат Миколайович (28 вересня 1818, Коломия — 28 березня 1901, Мишин, тепер Коломийський район, Івано-Франківська область) — український греко-католицький священник, культурно-громадський та церковний діяч, публіцист, меценат, політичний діяч. У 1842 року видав «Буквар» і «Спосіб борзо виучити читати» — методичний посібник до цього букваря. В них вперше в Західній Україні запровадив у шкільне навчання гражданський шрифт.

## Життєвий шлях

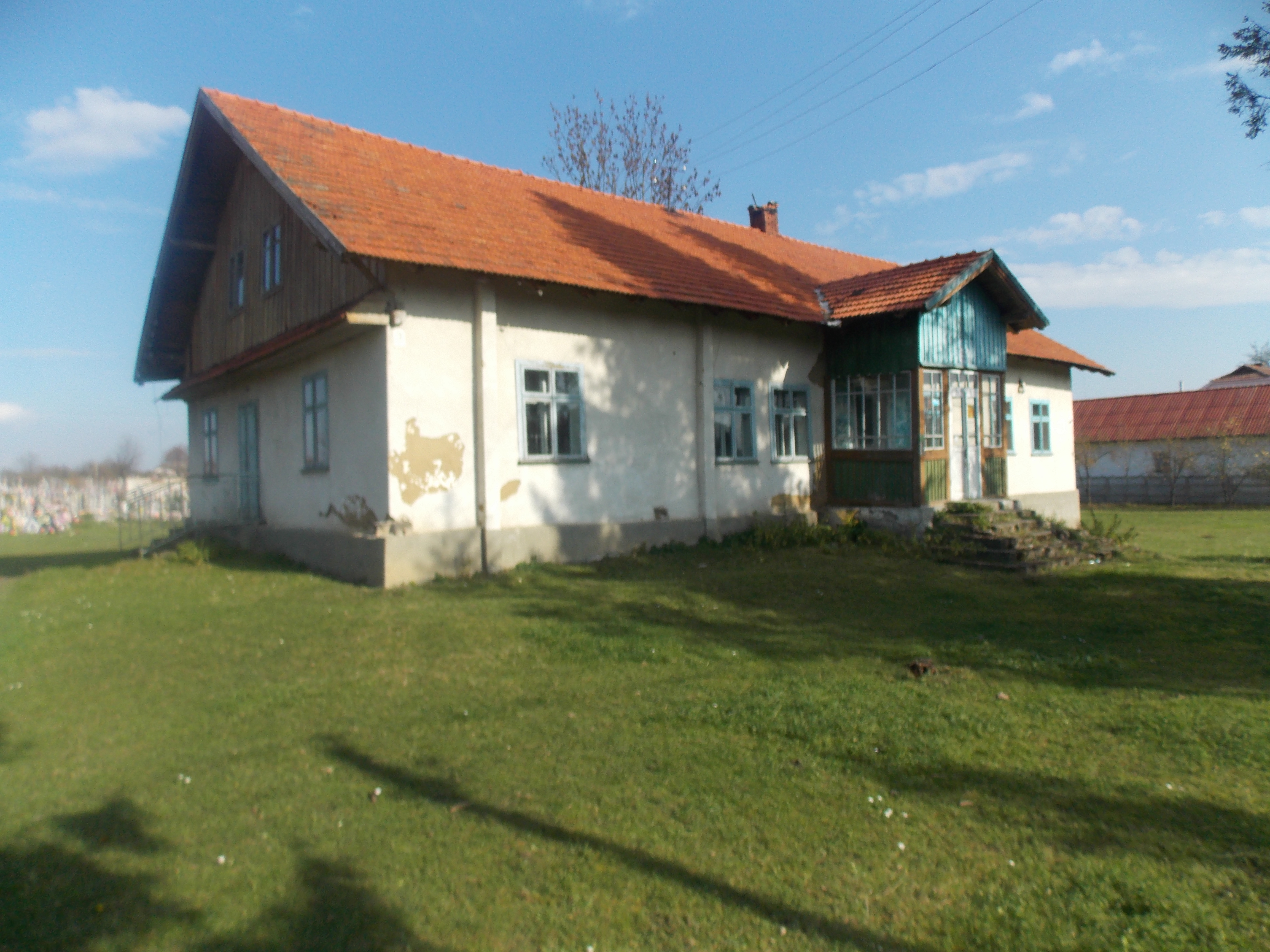
Будинок Йосафата Кобринського.

Народився отець Йосафат у Коломиї в 1818 році в учительській родині. Прізвище Кобринських, за здогадками місцевих краєзнавців, походить від назви містечка Кобрин на Волині (нині у складі Білорусі), звідки його предки переселилися в Галичину. Навчався спочатку в Коломийській народній школі, потім у Станіславській та Чернівецькій гімназіях. Вищу освіту здобував у Віденському університеті та Львівській духовній семінарії. У 1844 році закінчив богословський факультет Львівського університету. Душпастирську діяльність розпочав у Москалівці, побіля Косова, а потім переселився до Мишина під Коломиєю, де служив на парафії цілих півстоліття, до смерті.

## Сподвижництво отця Йосафата
Автор «Букваря» (1842 року), в якому вперше в Галичині застосував «цивільний» шрифт, та першого в Галичині агрономічного посібника для селян українською мовою «Гній — душа в господарстві» (1848). У 1848–1849 роках — активний член Коломийської руської Ради, один з організаторів аматорського театру та читальні в Коломиї, учасник Собору руських учених в 1848 році у Львові.
Йосафат Кобринський знав сім мов, листувався з відомими людьми, і не тільки Галичини. Отець Йосафат був в окрузі єдиним священиком, який робив записи у церковних книгах лише українською мовою, хоча його за це постійно переслідували. Видав своїм коштом «Буквар», підготував сільськогосподарський посібник, аби підняти рентабельність селянської праці. Його парафіяни відреклися від алкоголю, почали застосовувати передові технології у рільництві, садівництві, бджільництві, розведенні кіз та овець. Був парохом у селах Москалівка (1845–53; нині у складі м. Косів) та Мишин (1853–1901; нині село Коломийського р-ну Івано-Франківської обл.).

## Народний дім— справа всього життя

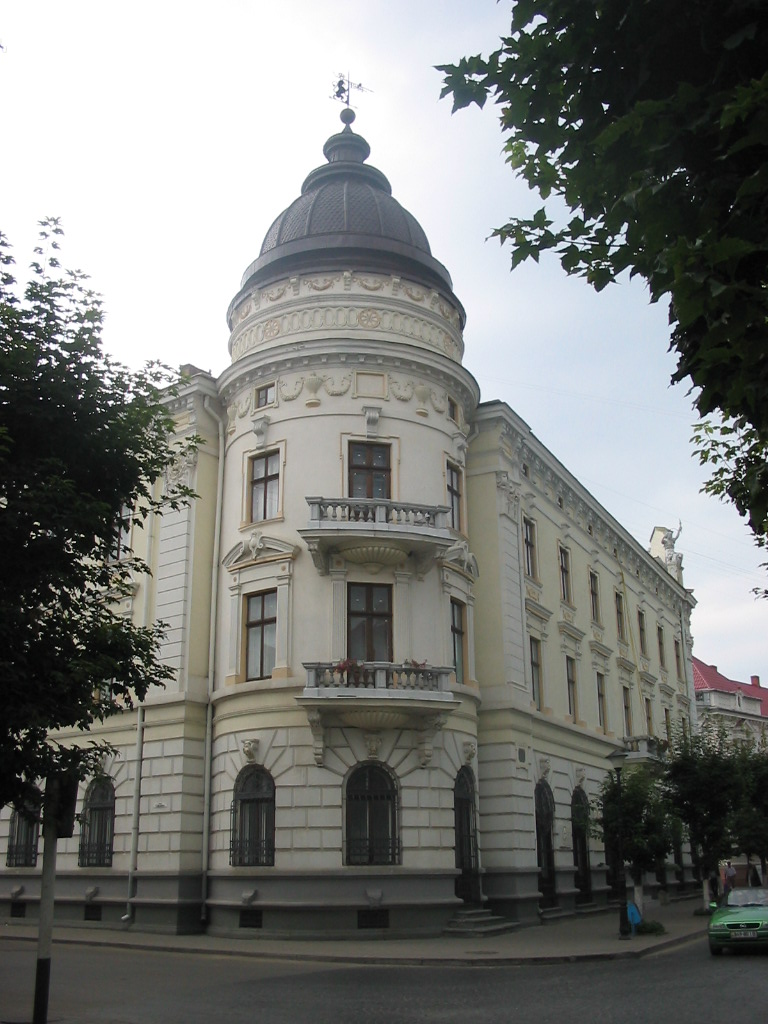
Будівля Народного дому у КоломиїТепер «Національний музей народного мистецтва Гуцульщини та Покуття імені Й. Кобринського»

Меморіальна дошка, яка була встановлена на музеї.

Останні роки життя о. Кобринський всеціло віддав спорудженню в Коломиї Народного дому з театральною залою, бібліотекою, музеєм та промисловою школою для вбогих дітей. Народний дім перетворився для нього на найзаповітнішу справу життя. Ще в 1880 році на кошти, одержані від етнографічної виставки (650 золотих ринських), ініціатори небувалого почину в найкращій частині міста викупили майданчик під забудову і завзято взялися збирати кошти.
За його ініціативою ентузіасти зробили 400 металевих скриньок і ходили з ними від села до села, збираючи пожертви на будівництво. З нього сміялися — ніхто не вірив, що цю фантастичну ідею можна довести до логічного завершення. Проте, отець Йосафат не здавався, ведучи аскетичне життя (зі спогадів одного заболотівського дяка дослідники дізналися, що мишинський парох жив як монах-аскет) він харчувався дуже скромно, переважно кулешею, казав, що їжа — не основне, а людина, яка поставила перед собою мету, повинна йти до її досягнення, долаючи всілякі труднощі. Таким своїм прикладом він надихав навколишніх і тогочасне українське селянство, яке так бідувало, що думало лише про виживання, однак таки повірило у священикову мрію. 10 вересня 1892 року селяни власними фірами привезли до Коломиї першу партію каменю і лісу. Люди віддавали останні крейцери і самі тижнями працювали на будові. З 1898 року отець Йосафат щомісяця віддавав 400 корон зі своєї пенсії. Він подарував на будову 60 дубів, 50 тонн вапна та інші будівельні матеріали. У останні хвилини життя він передав 1247 корон та 57 сотих власної землі. За самовіддану працю спрямовану на побудову українського Народного дому Йосафата Кобринського у 1891 році обирають Почесним членом Товариства «Руський Народний дім» у Коломиї.
Отець Кобринський не дочекався свята. Знесилений роботами, він помер 27 березня 1901 року на 83 році життя. У похоронній процесії за його домовиною йшло понад чотири тисячі коломиян та гуцулів і 27 священників. А Народний дім відкрився наступного 1902 року.

## Увічнення пам'яті
- Ім'ям Йосафата Кобринського названі вулиці в містах Галичини: Коломия, Івано-Франківськ, Львів, та інших населених пунктах.
- У 1902 році відкрито і названо на честь отця Йосафата Кобринського Народний дім у Коломиї.
- У 1926 році в Коломиї силами української громади й сподвижників з родини отця Йосафата, відкрито Музей народного мистецтва Покуття та Гуцульщини імені Й. Кобринського (з 2009 — Національний музей народного мистецтва Гуцульщини та Покуття імені Й. Кобринського).